# 若井恒雄
若井 恒雄（わかい つねお、1926年5月15日- 2021年2月28日 ）は、日本の経営者。三菱銀行頭取を務めた。

## 来歴・人物
東京都出身。1948年に東京帝国大学法学部政治学科を卒業し、同年に三菱銀行に入行した。1977年6月に取締役に就任し、常務、専務を経て、1986年6月に副頭取に就任し、1990年6月には頭取に昇格した。頭取時代には、東京銀行との合併交渉に携わった。1996年4月から東京三菱銀行初代会長に就任し、1998年1月に相談役に就任し、2004年1月から特別顧問を務めた。
1992年から全国銀行協会連合会会長を務め、バブル崩壊による銀行の不良債権処理を巡り、政府や関係省庁との調整に尽力し、三菱重工業や三菱商事などの三菱グループの主要企業において、社外取締役と社外監査役も歴任した。
2021年2月28日、腎不全のために死去。94歳没。